# Hrabstwo Moffat

Piramida wieku hrabstwa

Hrabstwo Moffat – hrabstwo w stanie Kolorado.
United States Census Bureau podaje, że w 2000 liczba mieszkańców wynosiła 13 184.
Siedzibą hrabstwa jest Craig.

## Historia
Hrabstwo Moffat zostało wydzielone z hrabstwa Routt 27 lutego 1911. Zostało tak nazwane na cześć Davida Moffata, finansisty i przemysłowca. Jego kolej – Denver, Northwestern & Pacific Railway przyczyniła się do rozwoju przemysłu w Kolorado.

## Geografia
Według U.S. Census Bureau, powierzchnia hrabstwa wynosi 4 751 mil kwadratowych (12 305 km²), z czego woda zajmuje 9 mil kwadratowych (23 km²).
Sąsiednie hrabstwa:
- Hrabstwo Routt – wschód
- Hrabstwo Rio Blanco – południe
- Hrabstwo Uintah – zachód
- Hrabstwo Daggett – zachód
- Hrabstwo Sweetwater – północ
- Hrabstwo Carbon – północ

Na granicy hrabstwa znajduje się Dinosaur National Monument.

## Demografia
Według spisu z 2000 w hrabstwie mieszkało 3577 rodzin i 13 184 ludzi. Liczba gospodarstw domowych wynosiła 4 893. Gęstość zaludnienia wynosiła 1,1/km².

## Miasta
- Craig
- Dinosaur
- Maybell (CDP)